# Nguyễn Phúc Quang Tĩnh
Nguyễn Phúc Quang Tĩnh (chữ Hán: 阮福光静; 1817 – 26 tháng 11 năm 1844), phong hiệu Hương La Công chúa (香羅公主), là một công chúa con vua Minh Mạng nhà Nguyễn trong lịch sử Việt Nam.

## Tiểu sử
Hoàng nữ Quang Tĩnh sinh năm Đinh Sửu (1817), là con gái thứ năm của vua Minh Mạng, mẹ là Thất giai Quý nhân Lương Thị Nguyện. Công chúa là người con đầu lòng của bà Quý nhân, là chị cùng mẹ với Tân Hòa Công chúa Đoan Thận và Lạc Biên Quận công Miên Khoan. Thuở nhỏ, công chúa Quang Tĩnh đã thông minh, tính tình dịu dàng, kín đáo.
Năm Thiệu Trị thứ 3 (1843), công chúa Quang Tĩnh lấy chồng là Phò mã Đô úy Hoàng Kế Viêm, người Phong Lộc, Quảng Bình, con trai của Hiệp biện Đại học sĩ Hoàng Kim Xán.
Lấy chồng mới được một năm thì công chúa mất vào ngày 17 tháng 10 (âm lịch) năm Giáp Thìn (1844), hưởng dương 28 tuổi, được truy tặng làm Hương La Công chúa (香羅公主), thụy là Huy Mẫn (徽敏). Mộ của bà được táng tại Nguyệt Biều (thuộc Hương Thủy, Thừa Thiên - Huế).
Công chúa Quang Tĩnh có một con trai nhưng người con này mất khi mới sinh. Có thể vì xót con mà bà sớm qua đời.